# Protuberanzenansatz
Ein Protuberanzenansatz ist ein optisches Gerät zur Beobachtung von Protuberanzen am Rand der Sonne. Der Ansatz wird hinter einem Teleskop angebracht und häufig von Amateurastronomen zur Beobachtung der Sonne eingesetzt.
Bei einem Protuberanzenansatz sind ein Interferenzfilter (H-alpha-Filter) und ein Metallkegel hintereinander angeordnet. Der Kegel schattet die Sonne ab und erzeugt somit eine „künstliche“ Sonnenfinsternis. Der Kegel muss dazu genau an die Brennweite des verwendeten Teleskops angepasst werden. Da der Abstand Erde-Sonne während eines Jahres um etwa 2 Prozent variiert, ist auch der Sonnendurchmesser unterschiedlich groß – im Winter (auf der Nordhalbkugel) ist die Sonne der Erde am nächsten und der Sonnendurchmesser am größten. Um dies auszugleichen, verwendet man Kegel verschiedener Durchmesser.
Das H-alpha-Filter lässt nur das tiefrote Licht des ionisierten Wasserstoffes (die H-alpha-Linie) durch, das die Protuberanzen abgeben.